# Audi-Sportpark
Az Audi-Sportpark az FC Ingolstadt 04 sportegyesület labdarúgó-stadionja, a németországi Ingolstadtban. A stadion befogadóképessége 15 800 fő. Jelenleg a Bundesliga legkisebb és egyben legújabb stadionja.

## Története
A 2004-ben alapított FC Ingolstadt 04 már 2008-ban megnyert a Regionalligat (IV. osztály). A 2009-es szezont tehát már a 3. ligában kezdhette meg, azonban stadionja nem felelt meg a liga előírásainak, így felmerült a szintén ingolstadti ESV-Stadionba való átköltözés. Mivel a következő szezonban újoncként feljutottak a Bundesliga 2-be, elkerülhetetlenné vált egy új stadion építése, hiszen a másodosztályban még szigorúbb követelményeket állít a Német labdarúgó-szövetség. Az építkezéseket 2009-ben kezdték, ennek költségeit a klub és főszponzora az Audi AG közösen fedezték. Tulajdonosa a cég egyik leányvállalata, az Audi Immobilien Verwaltung GmbH. A stadionban 9800 ülő- és 6000 állóhely található. Nemzetközi mérkőzéseken 12 000 szurkoló befogadására alkalmas. A teljes nézőtér fedett.